# Parafia św. Marcina Biskupa w Chwalborzycach
Parafia Świętego Marcina Biskupa w Chwalborzycach – parafia rzymskokatolicka, znajdująca się w diecezji włocławskiej, w dekanacie uniejowskim. 